# 10.5 балів
«10,5 ба́лів» (англ. 10.5) — телевізійний мінісеріал, фільм-катастрофа 2004 року режисера Джона Лафіа, який транслювався в США 2 та 3 травня 2004 року. Сюжет зосереджений на ряді катастрофічних землетрусів на західному узбережжі США з кульмінацією в 10,5 балів за шкалою Ріхтера. У спробі запобігти подальшій катастрофі через ефект метелика, герої фільму вирішили використати ядерні бомби.
«10,5 балів» часто висміюється як рецензентами, так і геологами з наукової точки зору, проте він отримав респектабельні рейтинги Nielsen. Агентство Reuters повідомило, що близько 20,4 млн глядачів спостерігали за телефільмом.
Продовження фільму, «10.5 балів: Апокаліпсис», вийшло в ефір 21-23 травня 2006 року.